# Numenes biseparata
Numenes biseparata är en fjärilsart som beskrevs av Embrik Strand 1911. Numenes biseparata ingår i släktet Numenes och familjen tofsspinnare. Inga underarter finns listade i Catalogue of Life.